# Dimorphostylis latifrons
Dimorphostylis latifrons är en kräftdjursart som beskrevs av Hiroshi Harada 1960. Dimorphostylis latifrons ingår i släktet Dimorphostylis och familjen Diastylidae. Inga underarter finns listade i Catalogue of Life.